# Henriette de Danneskiold-Samsøe

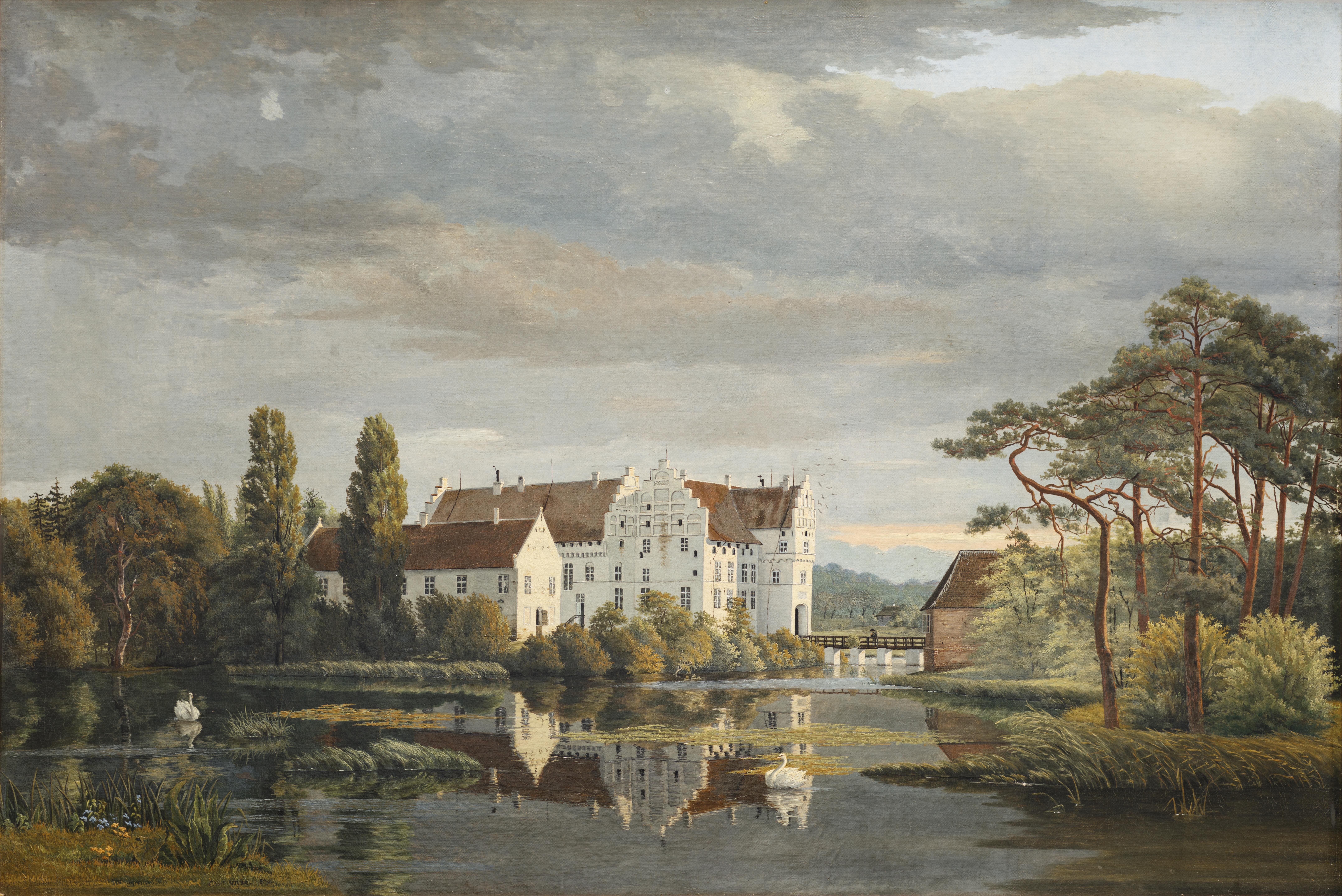
Monastère de Gisselfeld, résidence d'Henriette Danneskiold-Samsøe et de sa famille, vers 1834-1839 (peinture de Carl Vilhelm Marius Jensen (1819-1882))

Jeanne-Henriette Valentine de Danneskiold-Samsøe (née le 12 août 1776 à Copenhague et morte le 28 juillet 1843 dans la même ville ou au monastère de Gisselfeld, Bråby Sogn (de),) est une propriétaire terrienne danoise. Elle fonde la verrerie Holmegaard dans la commune du même nom.

## Biographie
Henriette de Danneskiold-Samsøe est issue de la noble famille Kaas (de). Sa mère est Edele-Sophie Kaas (1747-1800), son père est l'amiral Frédéric-Christian Kaas ; Elle a six frères et sœurs et trois demi-frères et sœurs issus du premier mariage de son père. En 1795, elle se marie avec Christian-Conrad de Danneskiold-Samsøe. Le comte a hérité du comté de Samsø et est à la tête du domaine de Gisselfeld, un ancien monastère. Le mariage est considéré comme très heureux et le couple a six enfants, dont Louise-Sophie de Danneskiold-Samsøe, plus tard duchesse de Schleswig-Holstein-Sonderbourg-Augustenbourg et grand-mère de la dernière impératrice allemande Augusta-Victoria. Ensemble, le couple a fait de Gisselfeld un lieu de rencontre pour l'art et la culture ; parmi leurs protégés se trouvent le philosophe Nikolai Frederik Severin Grundtvig et l'écrivain Hans Christian Andersen
En 1723, Christian de Danneskiold-Samsøe demande au roi danois Frédéric VI l'autorisation de construire une verrerie à Holmegaard en Sélande. Avant qu'une décision ne soit prise, il décède, laissant derrière lui sa femme Henriette et ses six enfants. Après que la veuve a reçu l’autorisation d’exploiter la verrerie, elle décide de poursuivre le projet. C'est la première verrerie du Danemark depuis la fermeture des petites verreries du Jutland au XVIIe siècle, d'autres verreries se trouvent en Norvège, qui doivent être cédées à la Suède en 1814 à la suite des guerres napoléoniennes.
À partir de 1825, Henriette de Danneskiold-Samsøe construit Holmegaard Glasværk avec le soutien du verrier norvégien Christian Wendt. La verrerie est construite sur des marais car les températures élevées nécessaires aux fours à verre peuvent être obtenues en y brûlant la tourbe. Au départ, la verrerie ne produit que des bouteilles vertes. Afin de pouvoir produire des verres à boire clairs, des verriers de Bohême possédant les connaissances spécialisées nécessaires sont recrutés. Jusqu'en 1831, Holmegaard travaille avec un four et seules des bouteilles sont produites, mais à partir de 1832, du verre domestique et plus tard du verre d'art et industriel sont également produits. Christian-Conrad-Sofus, le fils d'Henriette de Danneskiold-Samsøe, fonde Kastrup Glasværk à Copenhague en 1847.
Henriette de Danneskiold-Samsøe décède en 1843, selon les sources soit à Copenhague, soit à Gisselfeld. Comme d’autres membres de la famille, elle est enterrée dans le « Jardin de Sophie », dans le parc du château,.